# Новая (Мостовское сельское поселение, у д. Никитино)
Новая — деревня в Оленинском муниципальном округе Тверской области.

## География
Находится в юго-западной части Тверской области на расстоянии приблизительно 21 км на северо-запад по прямой от административного центра округа поселка Оленино недалеко от деревни Никитино.

## История
Отмечена на карте уже только 1939 году как поселение (тогда деревня Новинские) с 29 дворами. До 2019 года входила в состав ныне упразднённого Мостовского сельского поселения.

## Население
Численность населения: 4 человека (русские 100 %) в 2002 году, 1 в 2010.